# Краснополянское сельское поселение (Омская область)
Краснополя́нское се́льское поселе́ние — сельское поселение в Горьковском районе Омской области.
Административный центр — село Красная Поляна.

## География
Площадь Краснополянского сельского поселения составляет — 0,4 тыс.кв км, или 7,5 % от территории Горьковского муниципального района.
От районного центра р.п. Горьковское поселение находится на расстоянии 15 км. Его связывают грунтовые дороги. От г. Омска поселение находится на расстоянии 78 км, его связывают дороги с твёрдым покрытием.
Поселение находится на юго-востоке Омской области, на территории поселения имеются озёра 2/4 га., нет месторождений полезных ископаемых.
Основными природными ресурсами поселения являются:
- глины (суглинки) которые не могут служить сырьевой базой для кирпичных заводов. В настоящее время месторождения не разрабатываются.
- подземные воды хозяйственно-питьевого назначения плохое 2 скважины эксплуатируются 2 субъектами суммарный годовой отбор воды — 180 тыс. м³
- лесной фонд — 6599 га, запас древесины — 0,189 м³. Промышленная заготовка и переработка древесины на территории поселения не ведётся

Общая площадь земельных ресурсов составляет 38144 тыс.га, из них 26320 тыс. га — сельскохозяйственные угодья.

## История
Краснополянское сельское поселение образовано в 2006 году.

## Население
| 2010  | 2011  | 2012  | 2013  | 2014  | 2015  | 2016  |
| ----- | ----- | ----- | ----- | ----- | ----- | ----- |
| 1818  | ↗1819 | ↘1718 | ↘1683 | ↘1682 | ↘1655 | ↘1643 |
| 2017  | 2018  | 2019  | 2020  | 2021  | 2023  |       |
| ↘1605 | ↘1593 | ↘1565 | ↘1551 | ↗1625 | ↘1591 |       |

### Национальный состав
По переписи 2010 года:
- Русские — 99,8 %
- Казахи — 0,05 %
- Немцы — 0,05 %
- Другие — 0,1 %

## Состав сельского поселения
| № | Населённый пункт | Тип населённого пункта       | Население | Год основания |
| - | ---------------- | ---------------------------- | --------- | ------------- |
| 1 | Исаевка          | деревня                      | →215      | 1896          |
| 2 | Карасёво         | деревня                      | ↘95       | 1930          |
| 3 | Кирсаново        | деревня                      | ↗113      | 1857          |
| 4 | Красная Поляна   | село, административный центр | ↘605      | 1923          |
| 5 | Новоюрьево       | деревня                      | ↗125      |               |
| 6 | Спасское         | село                         | ↘121      | 1801          |
| 7 | Ударный          | посёлок                      | ↘351      |               |

## Инфраструктура
Протяжённость дорог составляет 65 км, из них дорог с твёрдым покрытием — 31 % (20 км.)